# Esther Malm
Esther Johanna Gustava Malm, född Rosengren 3 september 1863 i Villstads församling, Jönköpings län, död 7 oktober 1933 i Falu Kristine församling, Kopparbergs län, var en svensk rösträttsaktivist. Hon var ordförande för Föreningen för kvinnans politiska rösträtt i Lysekil 1907–1908.

## Biografi
Malm gifte sig 1889 med den svenska biologen August Hugo Malm.